# اچ‌دی ۴۳۵۸۷
اچ‌دی ۴۳۵۸۷ (انگلیسی: HD 43587) یک منظومه ستاره‌ای است که تقریباً ۶۳ سال نوری از ما فاصله دارد و در صورت فلکی شکارچی قرار دارد و با چشم غیرمسلح قابل مشاهده است. این منظومه از چهار ستاره مجزا تشکیل شده است که دو به دو کاملاً از هم جدا شده‌اند که یک سیستم چهارگانه را تشکیل می‌دهند.